# Neta angliae
Neta angliae är en svampart som beskrevs av K.D. Hyde & Goh 1999. Neta angliae ingår i släktet Neta, divisionen sporsäcksvampar och riket svampar.   Inga underarter finns listade i Catalogue of Life.